# Diphyus monitorius
Diphyus monitorius là một loài tò vò trong họ Ichneumonidae.